# 杰茜卡-简·阿普尔盖特
杰茜卡-简·阿普尔盖特（英語：Jessica-Jane Applegate，1996年8月22日—），英国女子游泳运动员。她曾代表英国参加2012年、2016年和2020年夏季残疾人奥林匹克运动会游泳比赛，获得二枚金牌、二枚银牌和三枚铜牌。